# Classe Hatsuharu
La classe Hatsuharu (初春型駆逐艦?, Hatsuharugata kuchikukan) di sei cacciatorpediniere di squadra appartenne alla Marina imperiale giapponese ed era una versione rivista della nota e innovativa classe Fubuki, scaturita dai limiti imposti al numero e tonnellaggio dei cacciatorpediniere previsti dal trattato navale di Londra del 1930. Gli Hatsuharu diminuirono dislocamento standard e dimensioni, pur mantenendo un importante armamento che quasi eguagliava quello dei Fubuki: cinque cannoni Type 3 da 127 mm (due torri binate e una singola), tre bancate trinate di tubi lanciasiluri da 610 mm (che per la prima volta furono armati con i famosi Type 93), più un lanciatore per bombe di profondità e due cannoni da 40 mm contraerei. Questa ostinazione sfociò in gravi problemi di stabilità al momento della messa a punto del capoclasse Hatsuharu, che costrinse a rimandarlo in cantiere e fermare la costruzione delle altre unità. Tra 1935 e 1937 la classe dovette essere modificata per ristabilire tenuta ed equilibrio; al termine dei lavori una bancata di lanciasiluri era stata soppressa, la torre singola spostata a poppa e l'incremento di stazza ridusse la velocità massima di tre nodi.
I sei cacciatorpediniere costituirono la 21ª Divisione e metà della 27ª negli anni 1930. Al principio della guerra contro gli Stati Uniti e gli Alleati, però, ricoprirono solo compiti di supporto e scorta a convogli: furono presenti comunque a tutte le importanti operazioni dei primi sei mesi di ostilità, compresa la battaglia delle Midway (4-6 giugno 1942), dopo la quale i quattro esemplari della 21ª Divisione rimasero alle dipendenze della 5ª Flotta nel Pacifico settentrionale, mentre gli altri due (Ariake, Yugure) furono trasferiti sul fronte del Pacifico sud-orientale, prendendo anche parte alla campagna di Guadalcanal. Gli Hatsuharu confermarono la carenza di contraerea a bordo e, pertanto, venivano modificati quando approdavano agli arsenali in Giappone: tra fine 1942-inizio 1943, poi sullo scorcio del 1943, ancora nell'estate-autunno 1944 aggiunsero impianti binati e tripli di cannoni Type 96 da 25 mm, infine forniti pure su affusti singoli; ciò significò l'eliminazione della torre d'artiglieria singola. Tali interventi furono portati a compimento solo per l'Hatsuharu, l'Hatsushimo e il Wakaba: il Nenohi andò perduto nelle isole Aleutine nel luglio 1942, vittima di un sommergibile, mentre lo Yugure e l'Ariake furono affondati da bombardieri statunitensi a fine luglio 1943 (a riprova della vulnerabilità alla minaccia aerea). I potenziamenti riguardarono anche l'equipaggiamento antisommergibile e l'aggiunta di radar. Il numero e la qualità dei reparti imbarcati delle portaerei statunitensi, tuttavia, si rivelarono soverchianti e l'Hatsuharu e il Wakaba furono distrutti nelle Filippine a fine 1944. L'Hatsushimo continuò a servire la Marina imperiale nelle acque giapponesi fino al 30 luglio 1945, quando una mina navale pose fine alla sua carriera nelle vicinanze di Maizuru.

## Progetto
L'immissione di cacciatorpediniere di nuova generazione nella Marina imperiale giapponese era culminata nel 1926 con la portentosa classe Fubuki e la sottoclasse Akatsuki. Erano navi da oltre 2000 tonnellate di dislocamento a pieno carico, pensate e costruite come piattaforme agili e veloci, dotate di un massiccio armamento per la lotta di superficie: sei cannoni in tre torrette chiuse e tre apparati trinati di lanciasiluri da 610 mm. La fabbricazione intensiva di questo genere di cacciatorpediniere (detti anche Tokugata, cioè "Tipo speciale", dai giapponesi stessi), dovette essere sospesa a causa della sottoscrizione del trattato navale di Londra nell'aprile 1930. Il documento, estensione del precedente trattato navale di Washington del 1922, ampliò i vincoli restrittivi anche ai cacciatorpediniere; in particolare, la Marina nipponica ebbe concesso un tonnellaggio totale di 105500 long ton (107188 tonnellate) per i propri cacciatorpediniere, dei quali solo il 16% degli esemplari avrebbe potuto raggiungere le 1880 tonnellate di dislocamento standard – ovvero il peso della nave pronta per una missione di guerra, ma senza riserve di carburante e acqua. Il resto delle unità permesse doveva mantenere un dislocamento standard di 1524 tonnellate. Siccome la percentuale indicata era già stata raggiunta con i cacciatorpediniere in servizio o sullo scalo, divenne impossibile seguire la falsariga dei Fubuki per le classi future.
La classe erede fu progettata nel 1930-1931 da una parte per rispettare pubblicamente i limiti del trattato, dall'altra per mantenere la possente dotazione offensiva intatta su uno scafo accorciato e alleggerito di circa 260 tonnellate: comunque l'artiglieria fu diminuita a cinque pezzi, mentre un impianto lanciasiluri fu posto su un rialzo del ponte poppiero. I dipartimenti tecnici della Marina imperiale fecero affidamento sulla tecnologia della saldatura elettrica per contenere gli ingombri e ricopiarono il sistema propulsivo adoperato sugli Akatsuki, formato da tre caldaie ma di potenza inferiore. Tali accorgimenti furono comunque vanificati dal mantenimento di alte sovrastrutture prodiere, in specie la torre di comando ripresa dalla classe precedente, nonché dal gran numero di armi: questi grandi pesi in alto dovevano tradursi in una riduzione pericolosa di stabilità e baricentro, che alla fine portarono a una notevole riprogettazione della classe nel corso stesso dell'allestimento. La classe Hatsuharu di cacciatorpediniere di squadra fu inizialmente prevista in dodici esemplari, ma poi la commessa fu ridotta a sei proprio per l'emergere dei suddetti difetti.

## Caratteristiche generali

### Scafo e dotazioni

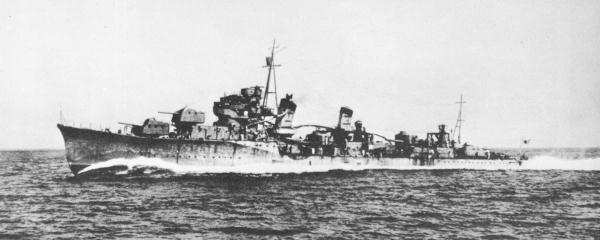
Il Nenohi durante una prova di velocità: la configurazione è quella originale, come testimonia la torre singola a prua e, a poppa, il lanciasiluri rialzato

Secondo il progetto i cacciatorpediniere classe Hatsuharu erano in generali più piccoli dei Fubuki. Presentavano una lunghezza tra le perpendicolari di 103,50 metri, alla linea di galleggiamento di 105,50 metri e una lunghezza fuori tutto di 109,42 metri; la larghezza massima dello scafo era stata portata a 10 metri e il pescaggio era diminuito a 3,05 metri. Il dislocamento standard arrivò a 1514 tonnellate, dunque entro i limiti previsti, ma alle prove in mare dell'Hatsuharu e del Nenohi fu riscontrato un dislocamento di 1676 tonnellate e a pieno carico pari a 1831 tonnellate (una fonte riporta 1930 tonnellate). Al momento dell'entrata in servizio ogni nave aveva un equipaggio di 200 tra ufficiali, sottufficiali e marinai. Solo lo storico navale Mark Stille riporta la cifra di 228 uomini.
Lo scafo ospitava quattro lance di salvataggio in fasciame, due sul lato di destra e due sul lato di babordo ai lati della torre di comando e del fumaiolo anteriore: ciascuna era appesa a un proprio argano. Le alberature consistevano in un albero prodiero tripode, sito dietro alla torre di comando, e in un albero di maestra a palo singolo con asse di rinforzo posteriore, che si elevava a poppavia. Al centro dello scafo, immediatamente dietro al secondo fumaiolo, era stata inchiavardata una piattaforma circolare ospitante un proiettore da ricerca da 90 cm e un radiogoniometro. Erano disponibili due ancore in cima alla prua, calabili ciascuna attraverso un proprio occhiello, e una terza a poppa.

### Impianti propulsivi
L'apparato motore era stato ripreso dalla classe Akatsuki: era formato da tre caldaie Kampon e da due turbine a ingranaggi a vapore Kampon; a queste erano vincolati due alberi motore dotati di elica. Due caldaie erano accoppiate ed erano state sistemate in testa, seguivano la terza caldaia e infine le turbine, affiancate in senso longitudinale allo scafo. I condotti di scarico della coppia anteriore furono convogliati in un solo fumaiolo di grandi dimensioni, mentre la caldaia singola ebbe un più sottile fumaiolo a scarico unico: dunque la configurazione era l'opposto di quella degli Akatsuki, che presentavano il fumaiolo anteriore più esile. Inoltre, sugli Hatsuharu, il fumaiolo posteriore fu leggermente disassato sul lato di destra per fare spazio a uno degli alloggiamenti dei siluri di ricarica. Ciascuna caldaia sviluppava una pressione di 312,4 psi (22 kg/cm²) e produceva vapore surriscaldato alla temperatura di 572° F (300 °C): tali prestazioni si traducevano in una potenza motrice totale di 42000 shp, sufficiente a raggiungere una velocità massima di 36,5 nodi o 69,3 km/h, che fu ritenuta soddisfacente dallo stato maggiore navale. L'autonomia era decisamente aumentata rispetto ai cacciatorpediniere "Tipo speciale": con una riserva a bordo di 500 tonnellate di olio combustibile e mantenendo una velocità di crociera di 15 nodi, era possibile coprire fino a 6000 miglia di navigazione (11100 chilometri a 28,5 km/h).

### Armamento

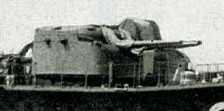
La torretta Type B con due cannoni Type 3 da 127 mm

La necessità di contenere il dislocamento aveva portato a una rivisitazione della dotazione offensiva degli Hatsuharu, che comunque rimaneva ragguardevole. L'artiglieria comprendeva cinque cannoni Type 3 da 127 mm lunghi ciascuno 50 calibri (L/50) e distribuiti in tre torrette (o più precisamente in tre affusti completamente chiusi) la cui corazzatura era limitata a 3 mm su tutti lati, utile quindi a proteggere solo da intemperie e schegge: una torre binata era sistemata a poppa, la seconda davanti alla torre di comando e sormontata dal pezzo singolo, secondo un'impostazione nuova ai cacciatorpediniere giapponesi. Il cannone Type 3 sparava un proietto pesante 23 chili alla velocità iniziale di 913 m/s, con una gittata massima di oltre 18300 metri; la cadenza di tiro era di un colpo ogni 6-12 secondi (5 o 10 al minuto). Le torri binate erano le Type B con 75° di alzo massimo, il che le rendeva suscettibili di ingaggiare anche bersagli aerei. Tuttavia il brandeggio e la velocità d'alzo richiedevano troppo tempo e l'affusto si rivelò inutile in funzione contraerea. Sorsero infine alcuni problemi di dispersione quando gli impianti erano adoperati contro bersagli di superficie. L'affusto singolo era indicato come Type A e il suo alzo andava da -7° a +55°. Ciascuna delle torri era servita da un proprio magazzino munizioni sottostante, dove le granate erano preparate e dunque inviate ai serventi mediante un paranco meccanico: ciò velocizzava i tempi di caricamento e consentiva un fuoco più sostenuto; inoltre entrambi i modelli erano impenetrabili ai gas venefici. I cannoni erano puntati seguendo le informazioni date da un telemetro Type 90, che si trovava su un alto ballatoio dietro alla torre di comando.

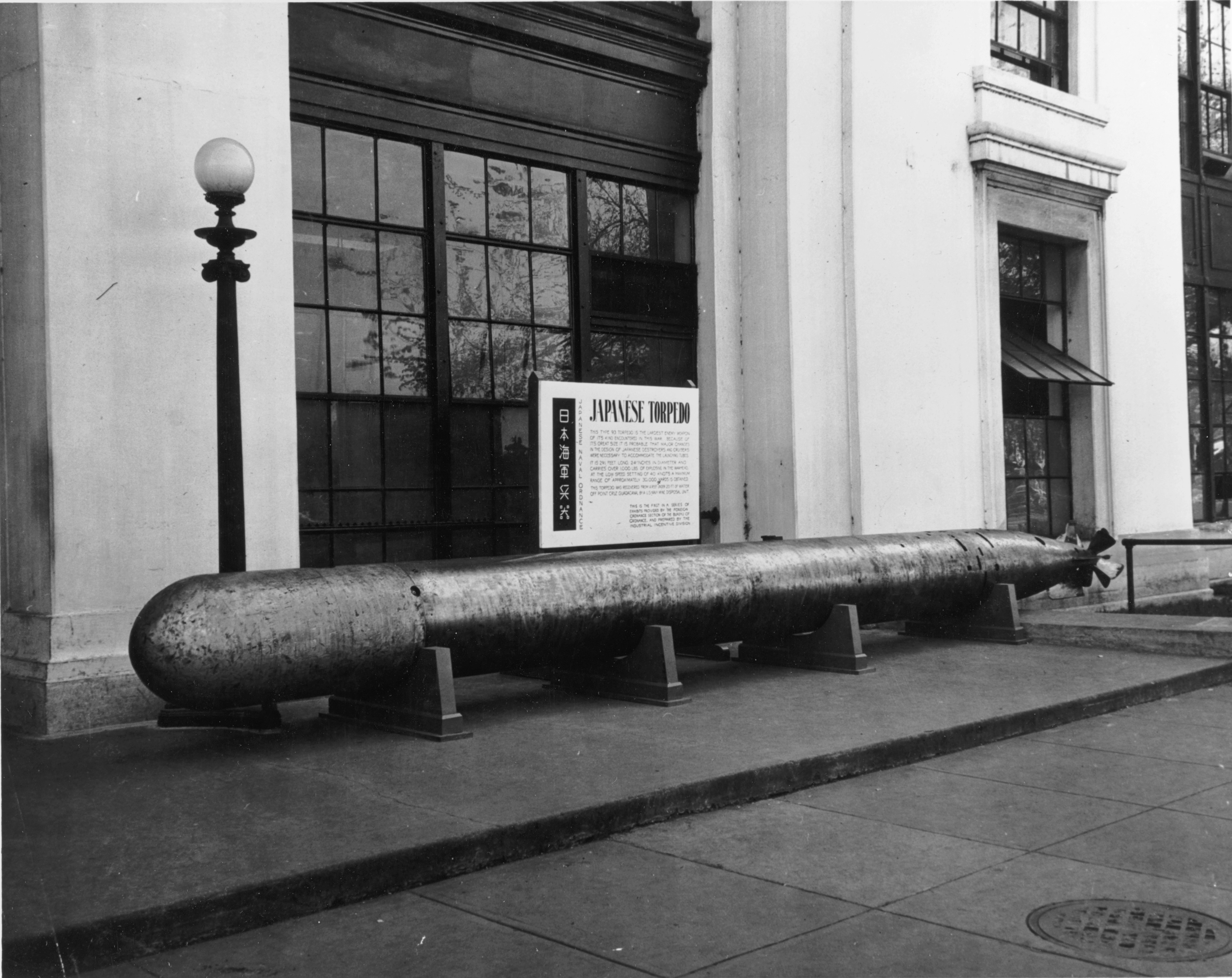
Il siluro Type 93 da 610 mm: dotato di una ragguardevole carica esplosiva, si rivelò un'arma di grande efficacia e gli Hatsuharu furono i primi cacciatorpediniere a esserne dotati

Al contrario dell'artiglieria, l'armamento silurante era rimasto identico alle classi Fubuki e Akatsuki: tre impianti tripli di tubi da 610 mm. Le installazioni erano del nuovo modello Type 90 ed erano distribuite una su una piattaforma tra i fumaioli, una a mezzanave dietro al fumaiolo posteriore e la terza e ultima sui magazzini di poppavia, in modo da sormontare il secondo gruppo di tubi. L'ordigno utilizzato era il noto Type 93, che per la prima volta era fornito ai cacciatorpediniere sin dalla fase di progettazione. Sviluppato nella prima metà degli anni 1930, si trattava di un siluro propulso a ossigeno puro, il che garantiva grande autonomia, notevole spinta e anche una scarsa scia di bolle, molto più evidente se si adoperava il vapore come propellente. Il Type 93 era lungo circa 9 metri e pesava 2700 chili, compresa la testata di guerra da 490 chili di alto esplosivo, di gran lunga maggiore rispetto a quella in uso sul Mark 15 statunitense; poteva essere lanciato alla velocità di 48, 40 o 36 nodi e raggiungere rispettivamente una portata di 20000, 32000 e 40000 metri. Anche in questi casi il Type 93 rivelò di avere un raggio d'azione superiore alle armi americane e, in generale, rimase insuperato sino alla conclusione della seconda guerra mondiale. Le tre installazioni erano scudate, brandeggiabili grazie a motori elettrici incorporati ed erano servite da un sistema di ricarica rapido, capace di inserire nei tubi nuovi siluri in 17 secondi: i nove ordigni di scorta erano conservati in alloggiamenti a parallelepipedo chiusi; uno era sito a babordo del secondo fumaiolo, i restanti due erano stati messi uno sopra l'altro in modo che quello inferiore, più largo, fungesse da base per il terzo impianto Type 90. Allo scopo di facilitare le manovre di caricamento l'installazione trinata anteriore fu disassata un poco verso babordo e quella poppiera verso destra, assecondando la leggera angolazione dei magazzini (anch'essa voluta per ragoni ergonomiche). I serventi ai lanciasiluri prendevano ordini da una camera di comando e combattimento che si elevava sopra e dietro alla plancia; facevano inoltre riferimento a un telemetro vicino ai fumaioli, sistemato su un piedistallo.
Gli Hatsuharu abbandonarono le mitragliatrici leggere da 7,7 mm, tipicamente assegnate come contraerea, in favore di due cannoni Vickers-Armstrong da 40 mm L/39, che furono posti ciascuno su una propria piattaforma rialzata ai lati e davanti al fumaiolo posteriore. L'equipaggiamento per la lotta antisommergibile consisteva in un unico lanciatore Type 94 e in una rastrelliera contenente le bombe di profondità, entrambi disposti a poppa. Fonti elettroniche affermano che fossero disponibili quattordici cariche ma anche due lanciatori.

## Costruzione
La classe Hatsuharu fu ordinata in sei unità e i costi furono concentrati nell'anno fiscale 1931. I cacciatorpediniere furono impostati tra il maggio 1931 e l'aprile 1933, varati tra il dicembre 1932 e il settembre 1934, completati e immessi in servizio tra il settembre 1933 e il settembre 1935. L'appalto per la costruzione fu suddiviso tra la ditta Uraga di Tokyo, che fornì due esemplari, l'arsenale della Marina a Sasebo, che completò anch'esso due navi, e infine l'arsenale di Maizuru e i cantieri Kawasaki di Kōbe, i quali produssero un'unità a testa. I lavori furono caratterizzati dall'impiego il più esteso possibile della saldatura e dall'adozione di macchinari propulsivi nel complesso meno potenti (e più leggeri) di quelli in dotazione alla classe Akatsuki, pur di mantenere un dislocamento standard rispettoso del trattato di Londra. L'obiettivo fu raggiunto a spese di un eccessivo alleggerimento della struttura dello scafo, ingombro di molte e pesanti installazioni di armi: ne conseguì una sostanziale diminuzione della sicurezza in mare a carico completo.

## Unità
| Nome       | Cantiere        | Impostazione     | Varo              | Completamento     | Destino finale                                                                                                 |
| ---------- | --------------- | ---------------- | ----------------- | ----------------- | --- |
| Nenohi     | Uraga (Tokyo)   | 15 dicembre 1931 | 22 dicembre 1932  | 30 settembre 1933 | Affondato il 4 luglio 1942 da un sommergibile a sud-est dell'isola di Agattu (52°15′N 173°51′E)                |
| Hatsuharu  | Sasebo          | 14 maggio 1931   | 27 febbraio 1933  | 30 settembre 1933 | Affondato il 14 novembre 1944 da attacco aereo nella baia di Manila (14°35′N 120°50′E)                         |
| Hatsushimo | Uraga (Tokyo)   | 31 gennaio 1933  | 4 novembre 1933   | 27 settembre 1934 | Affondato il 30 luglio 1945 da una mina nella baia di Miyatsu, poco a ovest di Maizuru (35°33′N 135°12′E)      |
| Wakaba     | Sasebo          | 12 dicembre 1931 | 18 marzo 1934     | 31 ottobre 1934   | Affondato il 24 ottobre 1944 da attacco aereo poco a ovest dell'isoletta di Maniguin, Panay (11°36′N 121°36′E) |
| Yugure     | Maizuru         | 9 aprile 1933    | 6 maggio 1934     | 30 marzo 1935     | Affondato il 20 luglio 1943 da attacco aereo a nord-nord-ovest di Kolombangara (7°25′S 156°45′E)               |
| Ariake     | Kawasaki (Kōbe) | 14 gennaio 1933  | 23 settembre 1934 | 25 settembre 1935 | Affondato il 28 luglio 1943 da attacco aereo davanti a Capo Gloucester (5°27′S 148°25′E)                       |

## Riprogettazione e successive modifiche
Nell'autunno 1933 l'Hatsuharu e il Nenohi furono sottoposti ai collaudi in mare propedeutici all'effettiva entrata in servizio: durante i cambi di rotta e le virate fu però notato che le due navi si inclinavano in una maniera preoccupante. Infatti i due scafi, programmati per un dislocamento ridotto, erano eccessivamente carichi di armi ed erano afflitti da problemi di stabilità, dovuti alla svettante torre di comando, alle torri d'artiglieria, al lanciasiluri rialzato di poppa. I test furono interrotti e i due cacciatorpediniere furono portati in arsenale, dove all'opera viva furono aggiunte delle controcarene d'emergenza. Poco dopo, il 12 marzo 1934, la torpediniera Tomozuru si rovesciò nel corso di esercitazioni notturne proprio per gravi problemi di stabilità: la tragedia rese evidente che anche la classe Hatsuharu era esposta a rischi simili e i lavori sulle quattro unità in cantiere furono interrotti per ricostruire le navi secondo un progetto corretto. Le modifiche non furono estranee neppure all'incidente della 4ª Flotta, occorso il 26 settembre 1935 a una numerosa squadra sorprese in alto mare da un violento tifone, che rischiò di provocare un disastro. A fine 1935 l'Hatsuharu e il Nenohi furono posti in bacino di carenaggio a Kure e ampiamente rimaneggiati: la struttura del ponte fu ridotta di peso e dimensioni, il terzo impianto lanciasiluri fu eliminato e l'alloggiamento delle ricariche di poppa fu sbassato e accorciato; ciò servì a fare spazio alla torretta singola Type A (la disposizione originaria comprometteva l'equilibrio), che fu rivolta con il cannone verso prua; in ultimo lo scafo fu irrobustito nei suoi elementi trasversali, furono aggiunte 84 tonnellate di zavorra, il telemetro riservato ai lanciasiluri fu piazzato sopra i magazzini poppieri e sia i fumaioli, sia le alberature furono moderate in altezza. I due cacciatorpediniere aumentarono il dislocamento standard a 1742 tonnellate, a pieno carico a 2099 tonnellate e il pescaggio a 3,35 metri; la velocità massima cadde a 33,5 nodi (63,7 km/h). L'Hatsushimo e il Wakaba erano già in avanzato stato di completamento e furono dapprima terminati, quindi modificati allo stesso modo dei gemelli; invece lo Yugure e l'Ariake, da poco impostati, furono assemblati sin dall'inizio secondo le nuove specifiche. Ciò permise di cancellare le controcarene e agire direttamente sullo scafo, la cui larghezza massima fu aumentata a 10,34 metri. Il complicato processo fu concluso per l'intera classe nel 1937.

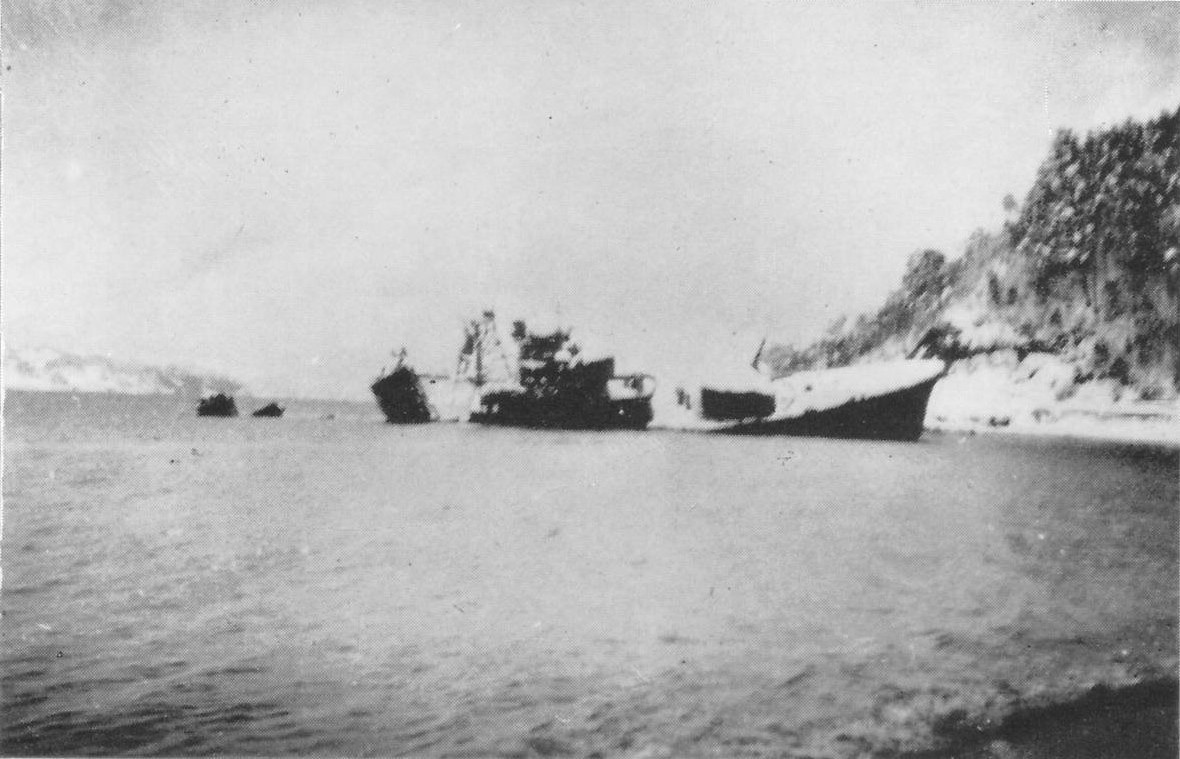
Il relitto dellHatsushimo nel 1947, ancora semisommerso nella baia di Miyatsu

I sei Hatsuharu non subirono ulteriori interventi sino ai mesi successivi all'attacco di Pearl Harbor e allo scoppio della guerra anche in Estremo Oriente: infatti, cosa comune ai cacciatorpediniere giapponesi, anch'essi rivelarono di possedere una deficiente contraerea. Tra la fine del 1942 e l'inizio del 1943 i cannoni Vickers da 40 mm furono rimpiazzati da due installazioni armate con cannoni Type 96 da 25 mm L/60; un terzo, uguale impianto fu piazzato su un piccolo ballatoio, costruito davanti alla plancia. Solo il Nenohi non poté essere modificato perché affondato nel luglio 1942 da un sommergibile e, un anno più tardi, anche lo Yugure e l'Ariake andarono perduti. Pertanto solo la metà superstite della classe, a fine 1943, fu sottoposta a un ulteriore incremento della contraerea: la torretta Type A con il cannone singolo da 127 mm e la scorta di siluri per la bancata di tubi di poppa furono rimosse, sostituite da un basso gradino ospitante un impianto triplo di cannoni Type 96. Durante il 1944 l'Hatsuharu, l'Hatsushimo e il Wakaba sostituirono le coppie di Type 96 vicino al fumaiolo con due installazioni triple e cominciarono a imbarcare sia cannoni da 25 mm sia mitragliatrici pesanti Type 93 da 13,2 mm su affusti individuali: verso la fine del 1944 ciascun esemplare arrivò a possedere quindici Type 96 (distribuiti lungo lo scafo ovunque fosse disponibile un campo di tiro sgombro) e quattro Type 93, concentrate a mezzanave. Nel corso della guerra, inoltre, per contrastare i sempre più numerosi e aggressivi sommergibili statunitensi, fu aumentata la riserva di bombe di profondità a trentasei e a poppa comparvero altri due lanciatori Type 94. Pare che quest'ultimo intervento abbia interessato l'intera classe meno il Nenohi nel «1942-1943».
La classe nacque senza radar e solo l'Hatsuharu, l'Hatsushimo e il Wakaba sopravvissero abbastanza a lungo per esserne dotati. Negli ultimi mesi del 1943 fu loro fornito il Type 22, entrato in servizio alla fine del 1942 e assicurato all'albero tripode, appena sopra la torre di comando. Il Type 22 presentava due antenne, più una camera di controllo costruita alla base dell'albero; nato per il combattimento di superficie aveva un raggio massimo di poco meno di 70 chilometri ed era capace di localizzare bersagli grandi come una nave da battaglia fino a 35 chilometri: tuttavia non era abbastanza accurato per fornire dati sicuri all'artiglieria e si rivelò di utilità limitata contro la minaccia aerea. A cominciare dall'estate 1944, dunque, i tre cacciatorpediniere ebbero anche il radar Type 13 da ricerca aerea, piazzato sull'albero di maestra. Introdotto durante il 1943 e sostanzialmente formato da una lunga antenna "a pioli", era capace di localizzare un aereo solitario entro 58 chilometri circa e una formazione a 100 chilometri circa dalla nave; il suo raggio massimo arrivava a oltre 170 chilometri.